# 안티오코스 7세 시데테스
안티오코스 7세 에우르게테스(Ἀντίοχος Ζ΄ Ευεργέτης, 기원전 164/160년경 ~ 기원전 129년) 별칭 시데테스(Σιδήτης, 시돈 출신의)는 기원전 138년 7/8월부터 기원전 129년까지의 셀레우코스 제국의 통치자로, 유명세가 있는 마지막 셀레우코스의 왕이었다. 안티오코스가 전투에서 전사한 후부터, 셀레우코스의 영토는 시리아로 국한되고 만다.
| 전임 디오도토스 트리폰 | 제15대 셀레우코스 왕 기원전 138년 - 기원전 129년 | 후임 데메트리오스 2세 |